# Wiedingharder Friesisch
Das Wiedingharder Friesisch ist ein nordfriesischer Dialekt, welcher südlich der Vidå (deutsch Wiedau) in der Wiedingharde in Nordfriesland gesprochen wird. Das Wiedingharder Friesisch gehört zu den Festlandsdialekten der nordfriesischen Sprache.
Das Wiedingharder Friesisch ist der nördlichste friesische Dialekt auf dem Festland. Hier ist der Einfluss des Dänischen am deutlichsten erkennbar. In der Wiedingharde wird auch noch Sønderjysk (Plattdänisch), sowie Reichsdänisch, Niederdeutsch und Hochdeutsch gesprochen, so dass teilweise fünfsprachige Gemeinden bestanden oder noch bestehen.